# Antiguas Tenerías del Arrabal de San Segundo
Las antiguas tenerías del arrabal de San Segundo son un conjunto arqueológico de la ciudad española de Ávila, en Castilla y León. Cuentan con el estatus de Bien de Interés Cultural.

## Descripción
Las antiguas tenerías del arrabal de San Segundo se encuentran en la zona oeste extramuros de la ciudad de Ávila, capital de la provincia homónima, en Castilla y León. Se ubica en la margen derecha del río Adaja aguas abajo, en el entorno de la iglesia románica de San Segundo integradas en lo que fue en su día el llamado arrabal de San Segundo, formado por un conjunto de edificios domésticos, dedicados a la producción artesanal, enclavados en las proximidades del río Adaja, cuyo agua resultaba indispensable para el tipo de trabajo que así se realizaba.
Aunque hay constatada a través de la arqueología la presencia humana en la zona del arrabal en tiempo romano y visigodo, se sabe que es a partir de la plena Edad Media cuando la zona cobra una importancia notable ligada a la presencia de factorías artesanales que tienen que ver con la curtiduría de pieles, tintorerías y batanes. Algunos de estos talleres artesanales estuvieron en funcionamiento hasta el siglo XVIII.
De las ruinas de este complejo arquitectónico dedicado a la curtición de las pieles, que estuvo en funcionamiento desde el siglo XIV hasta finales del XVII o pleno siglo XVIII, se han documentado varias fases constructivas: de la más antigua, del siglo XIV al XVI, quedan residualmente varios contenedores, restos de muros y pavimentos; en torno al siglo XVI estas estructuras fueron abandonadas, y sobre sus restos se edificaron nuevas instalaciones curtidoras, a las cuales pertenecen la mayoría de los vestigios descubiertos. Este nuevo complejo, con ligeras variaciones, perdura a lo largo de unos dos siglos, hasta que es definitivamente abandonado y dedicado a las tareas agrarias, uso al que se dedica el solar hasta mediados del siglo XX.
El 24 de junio de 2010 fueron declaradas Bien de Interés Cultural con la categoría de conjunto etnológico, mediante un acuerdo publicado en el Boletín Oficial de Castilla y León el día 30 de ese mismo mes.